# Rewolucyjny Związek na rzecz Międzynarodowej Solidarności
Rewolucyjny Związek na rzecz Międzynarodowej Solidarności (gr. Επαναστατικός Σύνδεσμος Διεθνιστικής Αλληλεγγύης), powszechnie określane jako RUIS (gr. ΕΣΔΑ) – anarchistyczny oddział wojskowy wchodzący w skład Międzynarodowego Batalionu Wolności zaangażowanego w wojnę domową w Syrii. Został sformowany w kwietniu 2015, a w jego skład weszli w większości greccy ochotnicy.

## Historia
W kwietniu 2015 za pośrednictwem Indymedia grupa wydała oświadczenie, ogłaszając tym samym swoje powstanie. W oświadczeniu tym organizacja stwierdziła, że są greckimi internacjonalistycznymi anarchistami, którzy przyjechali do Rożawy w odpowiedzi na styczniowe wezwanie MLKP do wolontariuszy, w celu utworzenia brygady internacjonalistycznej broniącej rożawskiej rewolucji wraz z YPG i YPJ przeciwko Państwu Islamskiemu. Oddział jest jednym z pierwszych wchodzących w skład Międzynarodowego Batalionu Wolności, wraz z MLKP, Zjednoczonymi Siłami Wolności, TIKKO oraz hiszpańską Komunistyczną Rekonstrukcją.
W dniu 3 kwietnia 2017 grupa ponownie pojawiła się w mediach społecznościowych, tym razem z okazji kampanii solidarnościowej anarchistycznym ruchem Aten, zainicjowanej na Twitterze przez IRPGF. Fakt ten zwrócił uwagę różnych greckich mediów, które poinformowały służby bezpieczeństwa i wywiad państwa. Organy te potwierdziły prasie, że niektórzy z bojowników powrócili do kraju.
W lutym 2018 jeden z członków oddziału - Islandczyk Haukur Hilmarsson, zginął podczas Tureckiej inwazji na Afrin.

## Ideologia
Grupa opiera się przede wszystkim na ideałach anarchistycznych. W swoich oświadczeniach wzywa wszystkich anarchistów do wspólnej walki w obronie "rewolucji rożawskiej". W ideologii RUIS obecne są elementy ekologiczne, antykapitalistyczne, komunistyczne oraz antyfaszystowskie.